# インド鉄道WCG1形電気機関車
WCG-1形直流電気機関車（WCG-1がたちょくりゅうでんききかんしゃ）は、イギリス領インド帝国時代の1928年にグレート・インディアン・ペニンシュラ鉄道（GIPR）が導入し、インド独立後はインド鉄道が所有した直流電気機関車である。導入時の形式名称はEF/1形であった。クロコダイルと言う愛称で呼ばれる電気機関車の1つである。

## 概要
GIPRが所有していたボンベイ近郊の直流1,500Vの電化路線へ向け、1926年に発注が行われた貨物用電気機関車。全車両のうち10両はスイス・ロコモティブ・アンド・マシン・ワークス（SLM）が製造した一方、31両はイギリスのバルカン・ファウンドリー社が作った。バルカン・ファウンドリーにとっては初めて手掛けた電気機関車でもあった。電装品の製造はブラウン・ボベリとライセンス契約を結んだメトロポリタン＝ヴィッカース社が担当している。
駆動装置や電動機が収納されているボンネット部分の下側には動輪が設置され、連結器側から1軸目と2軸目の間にある動輪から主連棒・連結棒を使って動力が伝達されていた。機関車自体の制動装置には空気ブレーキが使用された一方、貨車との間は真空ブレーキで接続されていた。
なお、インド鉄道時代の形式名である「WCG」は、「広軌（W）直流（C）貨物用（G）電気機関車」と言う意味である。

## 運用
直流1,500Vで電化されていたボンベイ近郊の貨物列車に使用され、最大30‰の急勾配路線では列車の後方に連結する補機としても使用された。山岳地帯の曲線が多い路線でも安定した走行を見せ、作業員からは「ケシカ（खेकडा）」、日本語で「カニ」と言う愛称で呼ばれていた。新型機関車が導入されて以降は入換用にも使用され、最後の車両が引退したのは1992年であった。
1両がニューデリーの国立鉄道博物館に保存され、導入当時の車両番号（4502号機）および塗装に復元されている。